# 阿拉斯加永久基金
阿拉斯加永久基金（英語：Alaska Permanent Fund）是美国阿拉斯加州依照州宪建立的永久基金，由州有企业阿拉斯加永久基金公司负责管理，建立于1976年。至2019年，该基金价值约640亿美元，主要收入来自于石油销售，主要支出用于每年每位居民发放1600美元。